# Euprosthenopsis lesserti
Euprosthenopsis lesserti är en spindelart som först beskrevs av Roewer 1955.  Euprosthenopsis lesserti ingår i släktet Euprosthenopsis och familjen vårdnätsspindlar. Utöver nominatformen finns också underarten E. l. garambensis.